# الکساندر هومنیوک
الکساندر هومنیوک (به اوکراینی: Олександр Анатолійович Гуменюк؛ ۶ اکتبر ۱۹۷۶ – ۴ ژانویهٔ ۲۰۲۵) بازیکن فوتبال اهل اوکراین بود.
از جمله باشگاه‌هایی که وی در آن‌ها بازی کرده‌است، می‌توان به باشگاه فوتبال دنیپرو، باشگاه فوتبال متالیست خارکوف، باشگاه فوتبال چرنومورتس نووراسییسک، باشگاه فوتبال چورنومورتس اودسا و باشگاه فوتبال استال کامیانسکه اشاره کرد.